# Neoregelia binotii
Neoregelia binotii även zebrabägare är en gräsväxtart som först beskrevs av Charles Jacques Édouard Morren, och fick sitt nu gällande namn av Lyman Bradford Smith. Neoregelia binotii ingår i släktet Neoregelia och familjen Bromeliaceae. Inga underarter finns listade i Catalogue of Life.